# Thrandina
Genre
Thrandina est un genre d'araignées aranéomorphes de la famille des Salticidae.

## Distribution
Les espèces de ce genre se rencontrent en Équateur et en Colombie.

## Liste des espèces
Selon World Spider Catalog (version 23.0, 29/05/2022) :
- Thrandina bellavista Maddison, 2012
- Thrandina colombiaenpaz Muñoz-Charry, Galvis & Martínez, 2022
- Thrandina cosanga Maddison, 2012
- Thrandina parocula Maddison, 2006

## Systématique et taxinomie
Ce genre a été décrit par Maddison en 2006 dans les Salticidae.

## Publication originale
- Maddison, 2006 : « New lapsiine jumping spiders from Ecuador (Araneae: Salticidae). » Zootaxa, no 1255, p. 17-28.